# Verónica Herrera
Verónica Herrera (Caracas, Venezuela, 14 de enero de 2000) es una futbolista profesional venezolana. Se desempeña en el terreno de juego como defensa lateral y su actual equipo es el UDG Tenerife de la Primera División Femenina de España.

## Biografía

### Récord Guinness
En 2016, es premiada por el libro Guinness de los récords como la jugadora más joven en participar en una Copa Libertadores de América Femenina, hazaña conseguida con la camiseta del Caracas F. C. en la edición 2012 celebrada en Pernambuco, Brasil, en el partido fue correspondiente a la fase de grupo vs Nacional de Uruguay, donde el Caracas FC terminaría obteniendo la victoria 2 goles por cero sobre las uruguayas. Para el momento Verónica Herrera contaba con 12 años, 10 meses y 8 días de edad.

## Clubes
| Club                 | País           | Año        |
| -------------------- | -------------- | ---------- |
| Deportivo Galicia    | Venezuela      | 2005-2011  |
| Caracas FC           | Venezuela      | 2011-2013  |
| Deportivo Galicia    | Venezuela      | 2013-2015  |
| Deportivo La Guaira  | Venezuela      | 2015-2017  |
| Reivers College      | Estados Unidos | 2017-2021  |
| Costa Adeje Tenerife | España         | 2021-2024. |

## Palmarés
- Liga Nacional de Fútbol Femenino de Venezuela 2011: campeona
- Liga Nacional de Fútbol Femenino de Venezuela 2012: campeona
- Liga Nacional de Fútbol Femenino de Venezuela 2014: campeona

### Campeonatos internacionales
| Torneo                                | Sede       | Resultado        |
| ------------------------------------- | ---------- | ---------------- |
| Sudamericano Sub-17 de 2013           | Paraguay   | Campeona         |
| Juegos Bolivarianos de 2013           | Perú       | Medalla de plata |
| Copa Mundial de Fútbol Sub-17 de 2014 | Costa Rica | Cuarto lugar     |
| Olimpiadas Juveniles 2014             | China      | Medalla de plata |
| Sudamericano Sub-17 de 2016           | Venezuela  | Campeona         |
| Copa Mundial de Fútbol Sub-17 de 2016 | Jordania   | Cuarto lugar     |

### Distinciones individuales
| Distinción                                          | Año  |
| --------------------------------------------------- | ---- |
| Record Personal en el libro Guinness de los récords | 2012 |